# Бурлака, Андрей Петрович
Андре́й Петро́вич Бурла́ка (4 ноября 1955, Красноярск) — советский и российский музыкальный журналист и продюсер, историк советской и российской рок-музыки. Главный редактор сайтов Rock-n-roll.ru и Петербургского рок-клуба.
В Ленинграде живёт с 1973 года. В 1982 году окончил Ленинградский институт точной механики и оптики. В 1984—1989 годы руководил отделом рекламы и информации Ленинградского рок-клуба; в 1985—1990 годы возглавлял созданный им музыкальный ежемесячник РИО; с 1989 по 1994 год работал редактором Ленинградской студии грамзаписи, а позднее был исполнительным продюсером российско-германской компании RGM. Публиковался в подпольном рок-журнале «Рокси».
Выпустил свыше пятидесяти пластинок и компакт-дисков российских и зарубежных музыкантов различных жанров и направлений в качестве редактора или независимого продюсера. Был одним из основателей культурно-экологического движения «Рок чистой воды»; участвовал в организации и проведении множества музыкальных фестивалей и конференций, посвящённых проблемам культуры и музыкального бизнеса в России и за рубежом. В 1992 вместе с Сергеем Курёхиным основал издательство «Медуза». С 1994 по 1998 работал в «Театре ДДТ». Автор или соавтор книг «В ритме эпохи», «Рок-музыка в СССР», «Кто есть кто в советском роке», «Рок-блиц» и сотен статей по вопросам музыкальной культуры, опубликованных как в России, так и в других странах мира.
Многие статьи Бурлаки легли в основу Музыкальной энциклопедии издательства «Кирилл и Мефодий». Помимо того, в его переводе вышла книга «Рок в трёх измерениях». В 2007 году в издательстве «Амфора» выпущена трёхтомная энциклопедия петербургского рока, охватывающая период с 1965 по 2005 годы.
В 2011 году снялся в художественном фильме «Прекрасное завтра» в роли самого себя.